# Luddismo

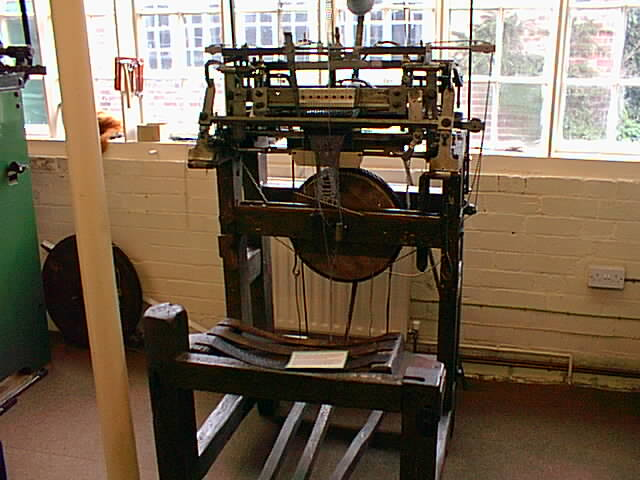
Telaio meccanico simile a quelli distrutti dai luddisti inglesi

Il luddismo è stato un movimento di protesta operaia, sviluppatosi all'inizio del XIX secolo in Inghilterra, caratterizzato dal sabotaggio della produzione industriale. Macchinari come il telaio meccanico, introdotti durante la rivoluzione industriale, erano infatti considerati una minaccia dai lavoratori salariati, perché causa dei bassi stipendi e della disoccupazione. La distruzione di macchine industriali come segno di protesta avvenne già alla fine del XVIII secolo, ma solo sotto l'influenza della Francia e dei giacobini inglesi la protesta prese i caratteri di un movimento insurrezionale.
Il nome del movimento deriva da Ned Ludd, un giovane, forse mai esistito realmente, che nel 1779 avrebbe distrutto un telaio in segno di protesta. Ludd divenne simbolo della distruzione delle macchine industriali e si trasformò nell'immaginario collettivo in una figura mitica: il "Generale Ludd", il protettore e vendicatore di tutti i lavoratori salariati oppressi dai padroni e sconvolti dalla rivoluzione industriale.
Oggi con il termine luddismo si indicano tutte le forme di lotta contro l'introduzione di nuove macchine e, per estensione e con intento denigratorio, ogni resistenza operaia al mutamento tecnologico.

## Panorama socioeconomico
Alla fine del XVIII secolo, in seguito alla rivoluzione industriale, l'Inghilterra subì complesse trasformazioni economiche e sociali, che segnarono il definitivo distacco dall'organizzazione del lavoro precedente. L'invenzione di nuovi macchinari, come il telaio meccanico e la macchina a vapore, e di nuove tecniche, come il puddellaggio, comportarono, oltre a una rivoluzione tecnologica, anche grandi mutamenti sociali. La borghesia inglese acquistò una coscienza di classe e un potere economico mai raggiunto prima e questo provocò la definitiva fine del sistema produttivo legato alle grandi proprietà terriere, di impronta feudale e collettivistica.
Il nuovo capitalismo agrario che si impose in Inghilterra provocò la fuga dei contadini dalla terra e la nascita di una riserva di proletariato industriale. Nacquero grandi fabbriche, dove la meccanizzazione del lavoro sostituì la specializzazione e il lavoro a domicilio, con conseguenze sociali enormi. Robert Owen, industriale dell'epoca, scrisse: «La generale diffusione delle manifatture in tutto il paese genera un nuovo carattere nei suoi abitanti; e dato che il carattere si forma in base a un principio del tutto sfavorevole alla felicità individuale o generale, produrrà i mali più deplorevoli e duraturi, a meno che la vera tendenza non venga controbilanciata dalle interferenze e dalla direzione del governo».
La nuova realtà industriale, basata sullo sfruttamento intensivo e sistematico del lavoro, provocò la separazione aspra e marcata tra padroni e lavoratori. Il luddismo infatti esplose in particolare dove questa separazione era più esasperata. Inoltre i continui sviluppi tecnici non permettevano una specializzazione dell'operaio in un determinato settore e quindi provocavano un grave senso di impotenza e insicurezza. I nuovi macchinari industriali, divenendo quindi il simbolo del nuovo sistema economico, furono oggetto delle proteste della popolazione. Il luddismo riuscì ad incanalare non solo il malessere dei lavoratori tessili, ma quello di molte fasce deboli della società che sfogarono tutta la loro rabbia sui padroni e sui loro macchinari.

## Influenze nella nascita del movimento

### Puritanesimo e Chiesa metodista
I grandi cambiamenti politici ed economici ebbero delle ripercussioni anche in ambito religioso. La nuova borghesia inglese abbracciò la dottrina religiosa di Giovanni Calvino e del puritanesimo. I puritani inglesi esigevano una semplificazione e moralizzazione della Chiesa e consideravano l'attività commerciale e l'arricchimento una vocazione divina, una manifestazione visibile della bontà di Dio. Il puritanesimo permise alla borghesia di opporsi alla Chiesa anglicana, considerata la base ideologica dell'assolutismo del re. Infatti i puritani, rivendicando un cambiamento in ambito religioso, criticavano di riflesso anche il sistema politico. Quasi duecento anni prima del luddismo, gruppi come i Diggers e i Levellers tentarono di unire religione e politica, fondendo la Sacra Scrittura con la teoria del «contratto sociale». Tuttavia il loro fallimento spinse la popolazione a diffidare dalla collusione tra religione e politica attiva.
Parallelamente la Chiesa metodista, fondata nel XVIII secolo da Charles Wesley, divenne la chiesa delle classi più diseredate, attirando ben presto poveri e analfabeti. Scrive lo storico Eric Hobsbawm: «La vita delle classi lavoratrici era misera, meschina, sordida, bestiale, breve e soprattutto malsicura, e le religioni che esse sceglievano rispecchiavano tale situazione [...]. Cercavano un appoggio per portare il fardello delle loro sofferenze». Il metodismo infatti esaltava la miseria come una benedizione, una vita di sofferenza e di sopportazione come mezzo per il conseguimento del paradiso. Il metodismo fu involontariamente al servizio degli industriali manifatturieri, dato che favoriva il controllo di una classe di lavoratori sottomessa e timorosa delle leggi. Tuttavia le rivolte luddiste esplosero proprio dove il metodismo era più radicato. Forse questo avvenne perché le strutture metodiste fornirono un modello organizzativo per le associazioni dei lavoratori e la rete di collegamenti tra i centri metodisti venne abilmente sfruttata dai luddisti. Inoltre il rifiuto della filosofia metodista della rassegnazione, influenzò molti metodisti ad accogliere nuove forme di ribellione, come appunto fu il luddismo.

### Radicalismo inglese e Rivoluzione francese
Il radicalismo inglese si sviluppò come un fattore della vita politica del XVIII secolo nella City di Londra, il centro economico e culturale della capitale. Londra aveva una composizione sociale e professionale molto varia, con movimenti popolari più sensibili a nuove ideologie e pronti alla propaganda di idee innovative.
Il primo movimento dei lavoratori con esperienza di attività politica fu quello wilkita, guidato da John Wilkes, uomo considerato un esempio di coerenza di condotta e di devozione al principio di libertà. Wilkes, eletto in parlamento, criticò aspramente i provvedimenti del governo, reclamando maggiori diritti per i lavoratori salariati. Il 20 aprile 1768 venne arrestato e rinchiuso nella King's Bench Prison, causando proteste e disordini per settimane, al grido di «Wilkes e Libertà!». I disordini si conclusero con 6 morti e numerosi feriti. Sebbene di primaria importanza, il movimento wilkita rimase sconosciuto al di fuori dei confini della città e il movimento si sciolse nel giro di pochi anni.
Fondamentale nella formazione del radicalismo inglese fu la rivoluzione francese. I primi segnali di rivoluzione vennero generalmente accolti con grande favore dalle classi medie e alte. Dopo la presa della Bastiglia furono istituite numerose società di riforma, con lo scopo di diffondere le idee della rivoluzione. Nel 1790 Edmund Burke pubblicò il manifesto conservatore Reflections on the Revolution in France, in cui criticava gli obiettivi dei simpatizzanti della rivoluzione. Come reazione Thomas Paine, rivoluzionario e tra i Padri Fondatori degli Stati Uniti d'America, pubblicò un contro-manifesto, I diritti dell'uomo. Nella prima parte, Paine difese con grande fervore gli ideali della rivoluzione francese, mentre nella seconda fornì il programma per il futuro movimento democratico inglese. La seconda parte de I diritti dell'uomo ebbe uno straordinario successo, diffondendosi tra tutti i ceti sociali. Il 1792 fu l'anno cruciale del radicalismo. Infatti l'incontro a Londra tra Paine e il rivoluzionario francese Jérôme Pétion permise di creare un canale di comunicazione permanente tra radicali inglesi e giacobini francesi.
Nel 1791 nacque la più importante società di riforma di quel periodo, la London Corresponding Society, fondata da un calzolaio scozzese chiamato Thomas Hardy. Gli obiettivi principali della società erano la riforma parlamentare e il suffragio universale. I caratteri innovativi della società erano il numero potenzialmente illimitato di soci e la suddivisione in comitati. L'organizzazione capillare della società permise di mobilitare facilmente gran parte della popolazione in manifestazioni a difesa dei propri diritti.
Il 1º febbraio 1793 la Francia dichiarò guerra alla Gran Bretagna, rendendo impraticabile qualsiasi contatto tra radicali inglesi e giacobini francesi. I radicali si ritrovarono privati del loro maggiore supporto ideologico e le società di riforma attraversarono un periodo di grave incertezza. Impossibilitati a continuare a collaborare con i francesi, i radicali cercarono di riallacciare i rapporti con i democratici scozzesi. Tuttavia una serie di processi di Stato frenarono il movimento radicale scozzese. Inoltre parte della popolazione, influenzata dalle notizie del Terrore francese, si allontanò dai movimenti radicali.
Le gravi carestie del 1795 riavvicinarono la popolazione, stanca e affamata, ai movimenti radicali. Lo storico Archibald Prentice scrisse: «Un nuovo protagonista era all'opera fra le masse: il bisogno». Si verificarono episodi di assalto ai depositi di grano e un intensificarsi di proteste popolari. Il Primo ministro William Pitt fece votare due leggi, note come Two Acts, nel tentativo di sedare i disordini. La prima delle due leggi considerava tradimento incitare il popolo contro il re, la Costituzione o il governo, mentre la seconda dichiarava la necessità dell'autorizzazione di un magistrato per qualsiasi riunione di oltre cinquanta persone. Le proteste furono numerose, tuttavia, entrate in vigore le due leggi, i disordini si calmarono e Pitt ottenne gli effetti desiderati. Con le società di riforma in grave declino e con i maggiori esponenti in prigione, il movimento radicale entrò in una fase di silenzio, per esplodere nuovamente con la futura rivolta luddita del 1811.

### Giacobinismo inglese e separatismo irlandese
La collaborazione tra giacobinismo inglese e nazionalismo irlandese fu un avvenimento decisivo nella futura esplosione della ribellione luddista.
La prima società segreta irlandese con fini politici e nazionalisti fu la Society of United Irishmen, nata nel 1791. In pochi anni assunse un'importante struttura paramilitare, con tendenze rivoluzionarie. Obiettivo finale della società era «un governo repubblicano e la separazione dall'Inghilterra».
I documenti sequestrati all'epoca dalle spie governative inglesi contengono riferimenti a progetti per trasformare l'Inghilterra, la Scozia e l'Irlanda in tre repubbliche separate, grazie alla collaborazione tra radicali inglesi e nazionalisti irlandesi. Per ottenere qualche probabilità di successo era necessario l'intervento francese, con uno sbarco militare sulle coste irlandesi, in contemporanea a una rivolta locale. Molti marinai, probabili membri di società segrete, scioperarono, creando un momentaneo blocco della forza navale inglese. Tuttavia la Francia, impegnata nella dispendiosa campagna d'Egitto, non seppe approfittare del momento e i tre tentativi di sbarco fallirono, vanificando i piani rivoluzionari dei giacobini inglesi e dei separatisti irlandesi.
Nel 1799 il governo rivelò di avere le prove di un disegno francese e giacobino per tentare di «sovvertire le leggi, abolire la Costituzione, destituire il governo ed ogni autorità politica o religiosa costruita, tanto in Inghilterra e Scozia che in Irlanda, e interrompere i legami fra i due Regni, legami necessari alla prosperità di entrambi». Per evitare tutto ciò il 12 luglio 1799 furono promulgati i Combination Acts, con cui si sopprimevano le società di riforma. I radicali furono costretti a lavorare in clandestinità, riunendosi di notte in luoghi isolati. Negli anni 1800 e 1801 il paese fu percorso da violente sommosse e disordini, a causa della carestia e della guerra con la Francia. I centri di maggiore disordini furono gli stessi dove dieci anni dopo sarebbe scoppiato il luddismo: Nottingham, la zona industriale del Lancashire e il West Riding.
Episodio emblematico della collaborazione tra nazionalisti irlandesi e giacobini inglesi fu il «Caso Despard». Edward Marcus Despard, colonnello della Royal Navy di origini irlandesi, reclutò numerosi marinai, per formare un esercito clandestino per sostenere militarmente giacobini e separatisti. Arrestato preventivamente nel 1802, fu accusato di progettare un colpo di Stato, che avrebbe previsto l'assassinio del re. Il fallimento di Despard fu una delle ultime sconfitte del giacobinismo settecentesco. Lo stesso Despard fu vittima delle politiche francesi, che non fornirono l'appoggio militare necessario al conseguimento dei propri piani.
Fallita la possibilità di un attacco francese ai danni dell'Inghilterra, allo Stato Maggiore francese non rimase che tentare azioni di sabotaggio industriale. È molto probabile che la Francia cercò di sfruttare i sogni indipendentisti irlandesi e i collegamenti con il giacobinismo inglese per alimentare le future rivolte luddiste, portate avanti principalmente da lavoratori salariati, insofferenti delle gravi condizioni di lavoro, e inconsapevoli della collaborazione francese.

## La rivolta luddista

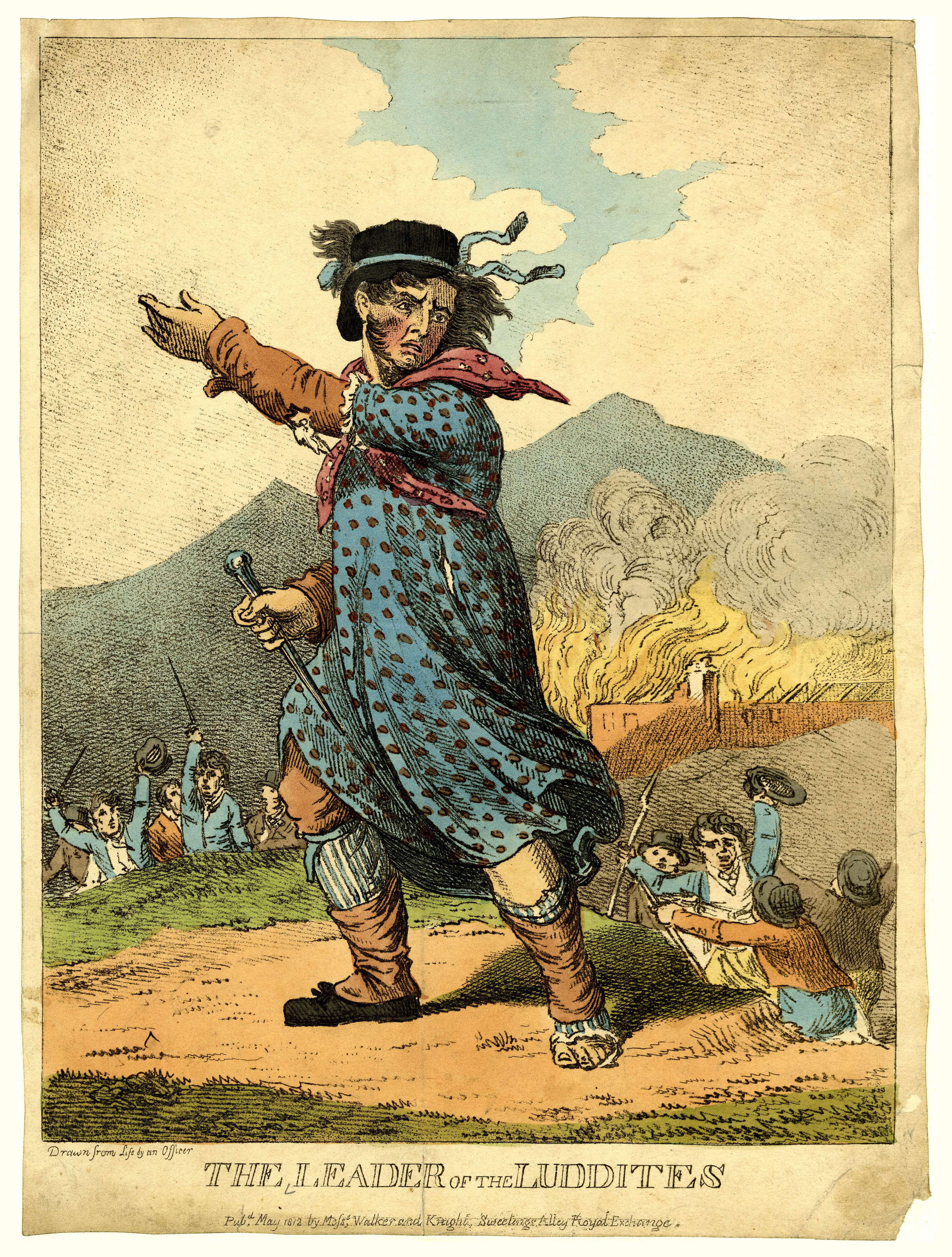
The Leader of the Luddites, incisione del 1812. Un luddista guida un attacco contro una fabbrica.

I primi segnali della rivolta luddista vennero dai framework-knitters, i lavoratori di calze e maglie al telaio. Questa classe di lavoratori, che svolgeva la propria attività a domicilio, era stata particolarmente penalizzata dalla nascita delle nuove fabbriche. La richiesta di lavoro era infatti notevolmente calata, con conseguenze dirette sulle condizioni di vita. I framework-knitters inoltre criticavano gli articoli prodotti industrialmente, perché a basso costo e di scarsa qualità. Grazie a una delle clausole dello statuto di Carlo II, che autorizzava la Framework-Knitters' Company ad esaminare gli articoli prodotti ed eventualmente distruggere quelli non adatti alla vendita, i lavoratori intrapresero le prime proteste, forti di questa rivendicazione costituzionale.
L'inizio dei tumulti è generalmente datato 11 marzo 1811. Nella notte una folla, prevalentemente formata da framework-knitters, braccianti e disoccupati, distrusse più di sessanta telai presso Nottingham. Nelle settimane seguenti i tumulti si diffusero in tutta la contea, con numerose incursioni notturne. Le distruzioni avvenivano al grido di «Ned Ludd ci ordina di farlo!». Presso l'Home Office, il Ministero degli interni inglese, giunse una lettera redatta nel fittizio «Ufficio di Ned Ludd nella Foresta di Sherwood», in cui i distruttori di telai ribadivano le loro intenzioni di continuare gli attacchi alle macchine che producevano articoli scadenti o che appartenevano a padroni non rispettosi dei propri lavoratori e dei loro diritti. In pochi giorni il numero dei telai distrutti nel Nottinghamshire salì a duecento.
Dopo un periodo di relativa calma, in Novembre cominciò una nuova serie di attacchi e disordini. Alla fine di dicembre il Leeds Mercury scriveva: «Lo stato insurrezionale al quale questa Contea è stata ridotta nell'ultimo mese non ha alcun parallelo nella storia dai giorni burrascosi di Carlo I».
Tra Novembre e Dicembre i tumulti si estesero nel Leicestershire e nel Derbyshire. Come reazione il governo inglese impiegò un gran numero di spie, nel tentativo di conoscere i piani degli attacchi ludditi. Tuttavia la maggior parte della popolazione sosteneva i rivoltosi, contribuendo a creare un clima di omertà, e all'inizio del 1812 gli attacchi ripresero con grande intensità e precisione.
A fine Gennaio 1812 il governo reagì con violenza, emanando la Frame Breaking Bill, una legge che introduceva la pena di morte per: «[...] coloro che distruggono o danneggiano telai per calze o per pizzi o altri macchinari o strumenti usati nella manifattura del lavoro a maglia su telaio o di qualsiasi articolo o merce su telaio o simile macchinario.»
Il 27 febbraio Lord Byron pronunciò alla Camera dei Lords uno storico discorso in difesa dei rivoltosi, dichiarando: «Immaginate uno di questi uomini, così come io li ho visti - magri per la fame, scavati dalla disperazione, noncuranti della loro vita, che le Vostre Signorie valutano forse ancora meno di un telaio, immaginate uno di questi uomini trascinato davanti alla Corte per essere processato per questa nuova offesa: a quel punto occorreranno ancora due cose per condannarlo, e queste sono, secondo me, dodici macellai per giuria e un Jeffreys per giudice».
I frameworks-knitters reagirono costituendo un apposito comitato, la United Committee of Frameworks-Knitters. Il comitato tentò di far abrograre la legge, senza riuscirci. Inoltre propose un disegno di legge «Per prevenire le frodi e gli abusi nella manifattura di maglie a telaio». Fu fatta circolare una petizione che raggiunse 10.000 firme, raccolte tra i lavoratori di tutte le categorie. Lo stesso Lord Byron sottoscrisse il disegno di legge. Il disegno di legge fu approvato solo dopo drastiche modifiche, che resero inutile il lavoro svolto.
La delusione per il fallimento della legge provocò il dilagarsi dei tumulti nell'industria laniera dello Yorkshire e nell'industria cotoniera del Lancashire. Anche i cimatori e i tosatori si unirono in gran numero alla rivolta luddista, spaventati dall'introduzione della garzatrice (gig-mill), un mezzo meccanico non di recente invenzione ma fino a quel momento mai impiegato. Il luddismo si propagò rapidamente e a Leeds iniziò a circolare un volantino che recitava: «A tutti i cimatori, tessitori ecc. e al popolo in generale. Generosi concittadini, siete invitati ad accorrere in armi per aiutare i riparatori a riparare le ingiustizie subite e scrollare l'odioso giogo di un vecchio idiota, e il suo figlio ancor più idiota e i loro furfanteschi ministri, tutti i nobili e i tiranni devono essere abbattuti.[...] Rivolgetevi al generale Ludd comandante dell'esercito dei riparatori».
Nella notte dell'11 aprile 1812 avvenne uno degli attacchi più violenti e noti della rivolta luddista, ai danni di una manifattura. Circa centocinquanta luddisti, divisi in compagnie, si scontrarono con la guardia militare organizzata dal proprietario della fabbrica, un certo Cartwright. Due luddisti, rimasti feriti nello scontro, vennero persuasi a confessare i nomi dei complici, ma senza successo. Morirono dopo pochi giorni e la popolazione si mobilitò in migliaia per i funerali. Episodi simili contribuivano a creare nel popolo un'immagine mitica dei luddisti, come eroi pronti al sacrificio per il bene comune.
Nei mesi di Aprile e Maggio 1812 la rivolta crebbe ancora, ormai epicentro di una vasta rete insurrezionale. Il movimento luddista cresceva di numero e di organizzazione, grazie a comitati locali sparsi per il paese e con il contributo delle organizzazioni dei giacobini inglesi e dei nazionalisti irlandesi, tutti accomunati dall'odio per il governo inglese. L'11 maggio 1812 fu assassinato, alla Camera dei comuni, il Primo ministro Spencer Perceval. Tutto il paese fu in preda all'entusiasmo e la popolazione si riversò nelle strade a festeggiare. Tuttavia dopo poco giunse la notizia che la morte era stata causata da un pazzo, per motivi personali.
La situazione per il governo inglese era sempre più in pericolo. I resoconti degli informatori del governo confermavano l'esistenza di un piano insurrezionale e l'esistenza di una vasta organizzazione paramilitare. Nell'estate del 1812, per contrastare i continui attacchi, il governo dovette mobilitare complessivamente dodicimila soldati. Nonostante il numero elevato, l'esercitò faticò a reprimere le rivolte e gli stessi militari più giovani collaborarono con i luddisti.
Verso la fine del 1812 venne arrestato un luddista che aveva partecipato all'attacco alla fabbrica di Cartwright, di nome William Hall. Hall, interrogato dal magistrato Joseph Ratcliffe, tradì numerosi compagni. In Dicembre ci furono numerosi arresti e cento luddisti furono rinchiusi nel Castello di York. Il processo iniziò il 2 gennaio 1813 e si concluse con diciassette condanne capitali. In seguito all'esemplare processo di York e al probabile disimpegno da parte della Francia, il luddismo subì un grave declino.

## Il tramonto del luddismo
Nel 1815 il parlamento inglese emanò le «leggi sul grano» con lo scopo di mantenere elevati i profitti dei grandi proprietari terrieri in tempo di guerra. Le leggi provocarono un calo dei salari e un aggravarsi della situazione dei ceti popolari. Grazie al sostegno della stampa popolare, la lotta dei movimenti radicali riprese vigore, mentre, dopo il crollo dell'impero napoleonico e il diffondersi di nuove idee politiche, il luddismo subì una grave crisi. I tempi erano cambiati e il movimento luddista faticava a interpretare la nuova situazione sociopolitica.
Il 24 febbraio 1816 un nuovo attacco luddista nello Yorkshire segnò la ripresa di incursioni notturne e saccheggi. I disordini furono nuovamente soffocati dalla violenta reazione governativa. Nel novembre 1816 venne giustiziato uno dei più importanti capi luddisti, James Towler. Il funerale di Towler fu l'occasione per l'ultima importante manifestazione luddista.
Nel 1824, dopo l'abrogazione dei Combination Acts, il movimento operaio diede vita alle Trade Unions e numerosi ex luddisti si infiltrarono nel movimento sindacale. Anni dopo, nel 1836, alcuni operai diedero vita un nuovo movimento di riforma, noto come cartismo. Anche in questo caso molti ex luddisti entrarono a far parte del movimento, segnando la definitiva fine della rivolta luddista, nel silenzio generale della storia e della cronaca.